# Český rozhlas Vysočina
Český rozhlas Vysočina (v letech 2002–2017 Český rozhlas Region, Vysočina) je regionální rozhlasová stanice Českého rozhlasu, sídlící v Jihlavě a vysílající pro Kraj Vysočina. Vznikla v roce 1956, zrušena byla roku 1960 a obnovena v roce 2002. Ředitelem stanice je od roku 2013 Zdeněk Duspiva.
Vlastní program stanice vysílá denně od 5.00 do 19.00 hodin, v několika oknech přes den a v rámci večerního a nočního vysílání šíří celoplošné pořady stanice ČRo Střední Čechy a společný program regionálních stanic Českého rozhlasu. Proudové vysílání zaměřené na regionální zpravodajství doplňuje v podvečer hodina dechovky (Dechovka pro Vysočinu) a pořad Radiobazar s inzercí posluchačů. 

## Historie
Studio Československého rozhlasu vzniklo v Jihlavě v roce 1956. Jeho existence ovšem byla krátká, roku 1960 bylo zrušeno. K jeho obnovení došlo počátkem 21. století, dne 6. března 2002 začalo vysílat odpojované vysílání v rámci ČRo Brno. Samostatná stanice vznikla Český rozhlas Region, Vysočina byla zřízena 1. října 2002. V roce 2017 došlo ke změně jejího názvu na Český rozhlas Vysočina.
Dne 28. října 2013 byl Radou Českého rozhlasu jmenován ředitelem stanice Zdeněk Duspiva. Svou funkci vykonává od 1. října 2013 a je souběžně ředitelem i ČRo České Budějovice.

## Lidé
K moderátorům stanice v roce 2020 patřili také Naďa Urbánková a Jarda Hypochondr.

## Distribuce signálu
Český rozhlas Vysočina vysílá analogově ve VKV pásmu, signál je šířen z vysílače Jihlava-Strážník u Větrného Jeníkova (87,9 MHz), od roku 2006 také z vysílače Třebíč-Horky (90,1 MHz) a od roku 2018 i v Bystřici nad Pernštejnem na 96,5 MHz. Stanice vysílá také digitálně na platformách DAB+ (v multiplexu ČRo DAB+), DVB-S2 a na internetu.
| Město                    | Frekvence |
| ------------------------ | --------- |
| Jihlava                  | 87,9 FM   |
| Třebíč                   | 90,1 FM   |
| Bystřice nad Pernštejnem | 96,5 FM   |
| celá Morava a Slezsko    | 12D DAB+  |